# Алгебра Клиффорда
Алгебра Клиффорда — специального вида ассоциативная алгебра с единицей  {\displaystyle Cl(E,Q(,))} над некоторым коммутативным кольцом {\displaystyle K} ({\displaystyle E} — векторное пространство или, более общо, свободный {\displaystyle K}-модуль) с некоторой операцией [«умножения»], совпадающей с заданной на {\displaystyle E} билинейной формой {\displaystyle Q}.
Смысл конструкции состоит в ассоциативном расширении пространства E⊕K и операции умножения на нём так, чтобы квадрат последней совпал с заданной квадратичной формой Q.
Впервые рассмотрена Клиффордом.
Алгебры Клиффорда обобщают комплексные числа, паракомплексные числа и дуальные числа, также бикомплексные числа, кватернионы и т.п.: их семейство исчерпывающе охватывает все ассоциативные гиперкомплексные числа.

## Формальное определение
Пусть {\displaystyle K}  — коммутативное кольцо с единицей,  {\displaystyle E} — свободный K-модуль, {\displaystyle Q} — квадратичная форма на  {\displaystyle E}. Алгеброй Клиффорда квадратичной формы {\displaystyle Q} (или пары {\displaystyle (E,Q)}) называется факторалгебра {\displaystyle Cl(E,Q)} тензорной алгебры {\displaystyle T(E)}, {\displaystyle K}-модуля {\displaystyle E} по двустороннему идеалу, порождённому элементами вида
{\displaystyle x\otimes x-Q(x)1,~~x\in E}
Элементы (векторы) из {\displaystyle E}, являясь тензорами ранга 1, рассматриваются также и как элементы {\displaystyle Cl(Q)}, причём соответственное отображение является мономорфизмом (вложением) модулей:
{\displaystyle E\hookrightarrow Cl(Q)}.

### Комментарий
Если {\displaystyle K} есть поля вещественных либо комплексных чисел, тогда {\displaystyle E} — линейное пространство, а в качестве {\displaystyle Q(,)} используется присущее такому пространству скалярное произведение.

## Свойства
- Основное тождество алгебр Клиффорда: если характеристика кольца K не равна двум, то для любых {\displaystyle x,y\in E}:
{\displaystyle xy+yx=2\left\langle x,y\right\rangle }

где {\displaystyle \left\langle ,\right\rangle } — симметричная билинейная форма, соответствующая квадратичной форме Q:
{\displaystyle \left\langle x,y\right\rangle :={\tfrac {1}{2}}\left(Q(x+y)-Q(x)-Q(y)\right)}.
- выражение {\displaystyle [x,y]:=xy+yx} называется антикоммутатором {\displaystyle x} и {\displaystyle y}.

- Для нулевой квадратичной формы {\displaystyle Q} алгебра {\displaystyle Cl(E,Q)} совпадает со внешней алгеброй {\displaystyle \Lambda (E)} {\displaystyle K}-модуля {\displaystyle E}.
- Пусть {\displaystyle e_{1},e_{2},\dots ,e_{n}} — некоторый базис {\displaystyle K}-модуля {\displaystyle E}, тогда элементы вида
{\displaystyle 1,e_{j_{1}}e_{j_{2}}\dots e_{j_{k}}\ (j_{1}<\dots <j_{k},} для всех k от 1 по n) или, иначе: {\displaystyle e_{1}^{\sigma _{1}}e_{2}^{\sigma _{2}}\dots e_{n}^{\sigma _{n}}} где {\displaystyle \sigma _{j}=0,1} образуют базис {\displaystyle K}-модуля {\displaystyle Cl(Q)}. В частности, {\displaystyle Cl(Q)} является свободным {\displaystyle K}-модулем ранга (размерности) {\displaystyle 2^{n}}
  - Если, кроме того, {\displaystyle e_{1},e_{2},\dots ,e_{n}} ортогональны относительно {\displaystyle Q}, то {\displaystyle Cl(Q)} можно задать как {\displaystyle K}-алгебру с образующими {\displaystyle 1,e_{1},e_{2},\dots ,e_{n}} и определяющими соотношениями {\displaystyle e_{i}e_{j}+e_{j}e_{i}=0}, ({\displaystyle i\not =j}) и {\displaystyle e_{i}^{2}=Q(e_{i},e_{i})}.
- Алгебра Клиффорда обладает Z2-градуировкой. В частности, подмодуль в {\displaystyle Cl(Q)}, порождённый произведениями чётного числа элементов из {\displaystyle E}, образует подалгебру в {\displaystyle Cl(Q)}, которая обозначается через {\displaystyle Cl^{+}(Q)}.
- Пусть {\displaystyle K} — поле и квадратичная форма {\displaystyle Q(,)} невырождена
  - тогда при чётном n алгебра {\displaystyle Cl(Q)} является центральной простой алгеброй над {\displaystyle K} размерности {\displaystyle 2^{n}}, подалгебра {\displaystyle Cl^{+}(Q)} сепарабельна, а её центр имеет размерность 2 над {\displaystyle K}.
- Если {\displaystyle K} алгебраически замкнуто, то 
  - при чётном n {\displaystyle Cl(Q)} — матричная алгебра, a {\displaystyle Cl^{+}(Q)} — произведение двух матричных алгебр,
  - при нечётном n, наоборот, {\displaystyle Cl^{+}(Q)} — матричная, а {\displaystyle Cl(Q)} — произведение двух матричных алгебр.

### Матричные представления алгебр Клиффорда
Уравнение Дирака — важный пример применения представлений {\displaystyle Cl_{3,1}(\mathbb {R} )}, которые впервые изучены Этторе Майораной.